# Elsa Lunghini (album)
Pour les articles homonymes, voir Elsa Lunghini et Lunghini.
Albums de Elsa Lunghini
Connexion Live
(2006)
Singles
1. Oser
Sortie : juin 2008
2. Le Garçon d'étage
Sortie : septembre 2008
3. Les Tremblements de terre
Sortie : janvier 2009

Elsa Lunghini est le 7e album studio de la chanteuse Elsa Lunghini.
Il fait suite à l'album, De lave et de sève, sorti en 2004 et à son premier live, Connexion Live, sorti en 2006.
Pour cet album, Elsa a principalement collaboré avec Emmanuel Da Silva, qui a écrit et composé la plupart des titres, mais on y trouve également des collaborations avec Dominique A et Nigel Clark.

## Liste des titres
| No  | Titre                                         | Auteur                          | Durée |
| --- | --------------------------------------------- | ------------------------------- | ----- |
| 1.  | Oser                                          | Emmanuel Da Silva               | 3:31  |
| 2.  | La dernière des canailles                     | E. Da Silva                     | 3:23  |
| 3.  | Du désordre                                   | E. Da Silva                     | 3:24  |
| 4.  | Les Tremblements de terre (duo avec Da Silva) | E. Da Silva                     | 2:52  |
| 5.  | Boulevard des filles du calvaire              | E. Da Silva                     | 3:07  |
| 6.  | Un homme à Paris                              | Elsa Lunghini, Nigel Clark      | 2:40  |
| 7.  | Les évidences                                 | E. Da Silva                     | 2:47  |
| 8.  | Le Garçon d'étage                             | Bénédicte Bourlier, E. Da Silva | 3:10  |
| 9.  | Ce qui n'existe pas                           | Dominique A                     | 3:07  |
| 10. | Des feux de joie                              | E. Da Silva                     | 3:08  |
| 11. | Une vue sur mer                               | E. Lunghini, E. Da Silva        | 3:46  |
| 12. | Pour te voir gagner, j'ai perdu               | Dominique A                     | 3:38  |
| 13. | Croix de bois                                 | E. Da Silva                     | 2:45  |